# Magor
Magor är en ort i Storbritannien. Den ligger i kommunen Monmouthshire och riksdelen Wales, i den södra delen av landet, 190 km väster om huvudstaden London. Magor ligger 10 meter över havet och antalet invånare är 5 941.
Terrängen runt Magor är huvudsakligen platt, men norrut är den kuperad. Havet är nära Magor åt sydost. Närmaste större samhälle är Newport, 11,6 km väster om Magor.